# Christophe Hogard
Pour les articles homonymes, voir Hogard.
Christophe Hogard est un footballeur français né le 18 mars 1975 à Dunkerque (Nord).
Il a joué comme milieu de terrain à Calais. Alors que son club évoluait en CFA, il a été finaliste de la Coupe de France en 2000. Parallèlement à sa carrière de footballeur, il était animateur au centre d'action sociale de Loon-Plage cette année-là.

## Carrière de joueur
- 1999-2003 : Calais RUFC
- 2003-2006 : US Boulogne
- 2006-2009 : US Gravelines
- 2009-2011 : FC Loon-Plage[1]

Christophe Hogard mit un terme à sa carrière le 16 mai 2012, en organisant un très beau jubilé parrainé par l'Association de Mickaël Landreau dont beaucoup d'anciens joueurs professionnels ont participé, ainsi que Nolan Roux et Rudy Garcia contre une équipe des amis de Christophe Hogard.

## Palmarès
- Finaliste de la Coupe de France en 2000 avec le Calais RUFC
- Quart de finale de la Coupe de France 2004-2005 avec l'USBCO Boulogne-sur-Mer